# Бенин на Светском првенству у атлетици на отвореном 2011.
Бенин је учествовао на 13. Светском првенству у атлетици на отвореном 2011. одржаном у Тегу од 27. августа до 4. септембра дванаести пут, односно није учествовао 2001. године. Репрезентацију Бенина представљало је двоје такмичара (1 мушкарац и 1 женa) у 2 дисциплине (1 мушка и 1 женска). , 
На овом првенству Бенин није освојио ниједну медаљу. Није било нових националних, личних и рекорда сезоне.

## Учесници
| Мушкарци: - Матију Гнанлиго — 400 м | Жене: - Bimbo Miel Ayedou — 400 м препоне |  |

## Резултати

### Мушкарци
| Атлетичар       | Дисциплина | Лични рекорд | Група    | Група      | Полуфинале           | Полуфинале           | Финале               | Финале       | Детаљи |
| Атлетичар       | Дисциплина | Лични рекорд | Резултат | Место      | Резултат             | Место                | Резултат             | Место        | Детаљи |
| --------------- | ---------- | ------------ | -------- | ---------- | -------------------- | -------------------- | -------------------- | ------------ | ------ |
| Матију Гнанлиго | 400 м      | 45,88 НР     | 47,01    | 6. у гр. 1 | Није се квалификовао | Није се квалификовао | Није се квалификовао | 28 / 36 (39) |        |

### Жене
| Атлетичар         | Дисциплина    | Лични рекорд | Група    | Група    | Полуфинале            | Полуфинале            | Финале                | Финале  | Детаљи |
| Атлетичар         | Дисциплина    | Лични рекорд | Резултат | Место    | Резултат              | Место                 | Резултат              | Место   | Детаљи |
| ----------------- | ------------- | ------------ | -------- | -------- | --------------------- | --------------------- | --------------------- | ------- | ------ |
| Bimbo Miel Ayedou | 400 м препоне | 58,44 НР     | 58,80    | 7 у гр 1 | Није се квалификовала | Није се квалификовала | Није се квалификовала | 34 / 38 |        |